# Wasserturm Cottbus
Der Wasserturm in der Vetschauer Straße in Cottbus wurde 1914  im Auftrag der Preußischen Staatseisenbahnen zur Versorgung der Dampflokomotiven errichtet und 1955 stillgelegt. Der Turm steht unmittelbar südlich des Cottbuser Bahnhofgeländes und steht unter Denkmalschutz. Der Hochbehälter gehört zum Typ der „Behältersysteme Klönne“ und wurde von der Dortmunder Stahlbau-Firma Aug. Klönne erbaut. Wassertürme wie dieser sind Vorbilder für den Bau zahlreicher Hochbehälter.

## Beschreibung

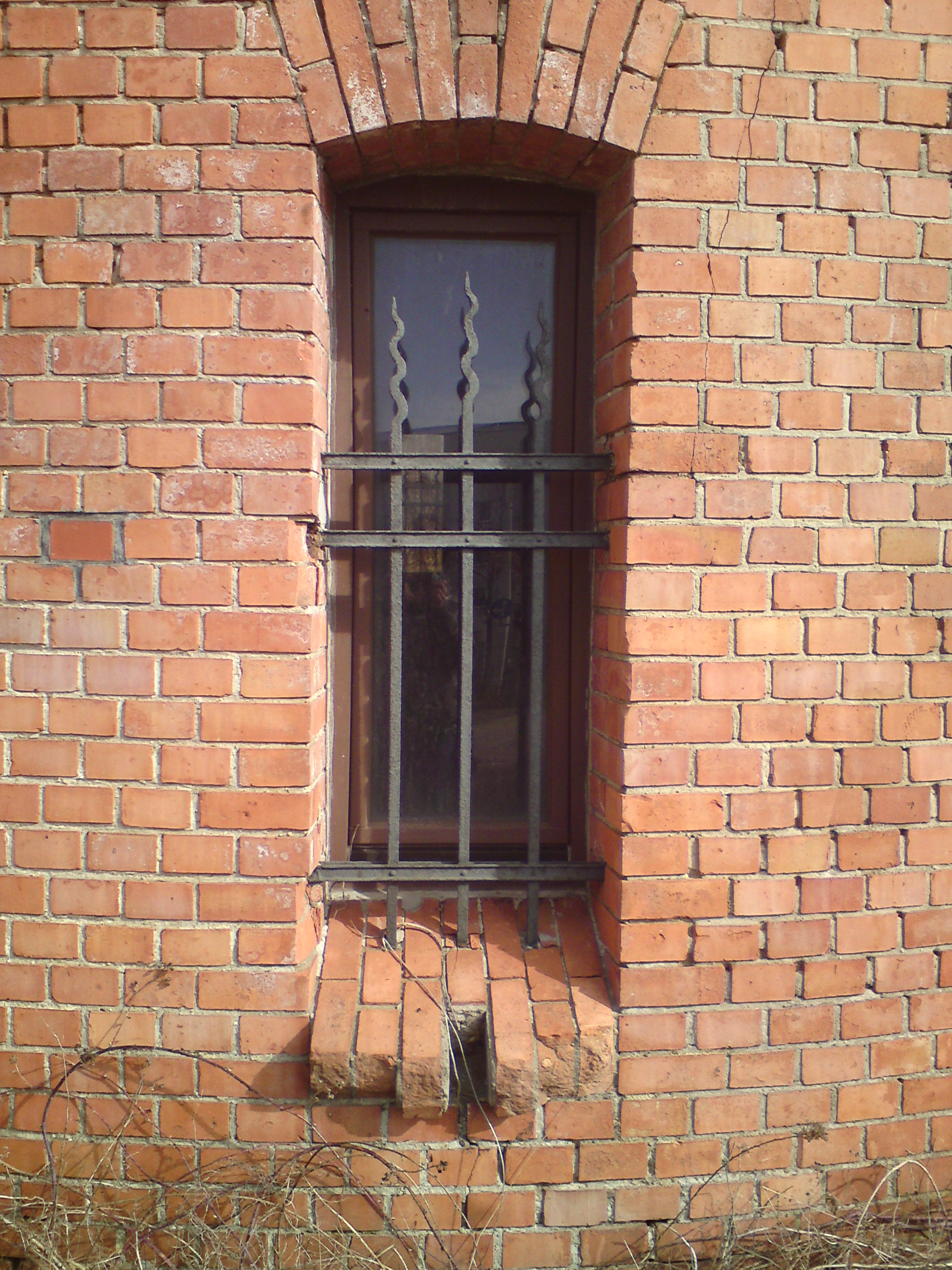
Fenster

Der Behälter des Turms hat ein Fassungsvermögen von 500 m³. Das Brauchwasser wurde aus der Spree in den 23 Meter hohen Behälter gepumpt. Der Turmschaft wurde auf einem kreisrunden Grundriss nach oben verjüngend in Ziegeln im Binderverband aufgemauert und blieb unverputzt. Der Abschluss des Turmsockels ist ein vermauertes Gesims in einer Rollschicht. Auf der Nordseite gibt es einen flachen Eingangsvorbau unter einem Satteldach. Die kleinen Fenster sind vergittert. Der Turmschaft ist durch zwölf leicht vortretende Lisenen gegliedert, in jedem zweiten begrenzten Feld befinden sich jeweils zwei übereinander angeordnete hochrechteckige Fenster mit flachbogigen Stürzen. Der Übergang zum Wasserbehälter ist als getrepptes Gesims ausgebildet. Zur Belüftung und Beleuchtung des Tropfbodens dient der durchbrochene eiserne Auflagering zwischen Turmschaft und Behälter.
Die Nutzfläche des Turmes wird mit 111 m² angegeben, die sich auf drei Ebenen verteilt. Der kugelförmige Behälter des Wasserturms besteht aus räumlich gebogenen und zusammengenieteten Blechen. An der Außenseite des Behälters befindet sich eine Laufsteg-Leiter-Kombination, mit deren Hilfe die Behälter-Außenfläche kontrolliert werden konnte. Etwa in der Mitte des Kugelbehälters befindet sich der eiserne auf Konsolen gelagerte Umlaufsteg, dessen Geländer in Jugendstilformen aus Flachstäben gestaltet wurde. Erreicht wird der Umlaufsteg über eine fahrbare Leiter, welche bei Bedarf auch um die Mittelachse des Behälters bewegt werden kann. Diese Leiter wiederum wird durch ein Fenster im Turmschaft betreten und führt direkt zur Belüftungskuppel, welche den Abschluss des Behälters bildet. Die Belüftungskuppel ist unmittelbar über dem Innenzylinder angeordnet und in Form einer achteckigen Laterne hergestellt. Ursprünglich wurde ihr Zeltdach von einer Wetterfahne gekrönt.
Im Inneren des Turmschaftes ist eine einfache geschwungene einläufige Eisentreppe mit Tritten aus Holz und einem Geländer aus Flachstahl erhalten geblieben. Die Zwischengeschossdecken bestehen aus Holzbohlen. Die technische Ausstattung des Hochbehälters ist nicht mehr vorhanden. Ein Mitteldurchstieg mit Eisenleiter führt vom Tropfboden durch den Kessel zur Belüftungshaube, wo sich die Behälterinstallation befindet und erhalten ist.

## Aktuelle Nutzung
Der Turm ist seit 1955 außer Betrieb, wird auch nicht anderweitig genutzt und stand zeitweise für 98.000 Euro (Sparkasse Spree-Neiße) zum Verkauf.